# Kulong Chhu
Kulong Chhu är ett vattendrag i Bhutan. Det ligger i den östra delen av landet, 190 kilometer öster om huvudstaden Thimphu.
I omgivningarna runt Kulong Chhu växer i huvudsak blandskog. Runt Kulong Chhu är det ganska tätbefolkat, med 70 invånare per kvadratkilometer.